# Éver Banega
Éver Maximiliano David Banega Hernández (Rosario, Provincia de Santa Fe, 29 de junio de 1988) es un futbolista argentino. Juega como centrocampista en el Club Atlético Newell's Old Boys de la Primera División de Argentina. Fue internacional con la selección argentina desde 2008 hasta 2018.

## Trayectoria

### Desempeño amateur
Comenzó a jugar al fútbol en la escuela de fútbol Alianza Sport de Rosario. Curiosamente, el club con el que compartían mayor rivalidad era el club Grandoli, donde en aquella época se desempeñaba el jugador Lionel Messi, a quien se enfrentó -siendo niños aún- en varias ocasiones, algo que el jugador recuerda nostálgicamente en varias entrevistas:

"El clásico de Alianza en el baby era contra Grandoli. Y ahí jugaba Lionel Messi. Llegamos a enfrentarnos en varios partidos, pero menos mal que se fue pronto porque siempre nos pintaba la cara... Ya se veía que era un crack..."
Éver Banega

### C. A. Boca Juniors
Banega pasó por las divisiones inferiores de Newell's, hasta que quien era su mentor, el exjugador y entrenador de juveniles Jorge Griffa, pasó a desempeñarse como director general del Departamento de Fútbol Amateur de Boca Juniors, llevándose a esa institución al joven jugador. En Boca Juniors, va a desempeñarse en la posición de mediocentro defensivo, comenzando a entrenarse con el primer equipo dirigido por Alfio Basile a mediados de 2006 y formando parte del plantel que viajó a Israel para jugar un amistoso contra Maccabi Tel Aviv FC, donde se produjo su debut.
A principios de 2007, luego del Campeonato Sudamericano jugado con la selección sub-20 de Argentina, entró en la consideración del nuevo entrenador de Boca, Miguel Ángel Russo. El sábado 10 de febrero de 2007, por la primera fecha del Torneo Clausura 2007 argentino, se produjo su debut oficial contra Banfield. Según el diario La Nación: No le pesó el debut en la primera de Boca. Mostró una gran personalidad, actitud para luchar en el medio campo y claridad para distribuir la pelota con corrección. En su tercer partido oficial fue expulsado por primera vez, en el partido que Boca le ganó a Independiente por 3-1. A pesar de ello, Banega siguió jugando como titular, recibió elogios de hinchas y compañeros de equipo y hasta se lo comparó futbolísticamente con Fernando Gago. Su equipo peleó el campeonato local, terminando en el segundo puesto detrás de San Lorenzo de Almagro, club que se adjudicó el torneo. Banega terminó jugando 14 partidos en aquel torneo, de los cuales 12 fueron de titular. En la Copa Libertadores de América, disputó todos los encuentros de su equipo, incluyendo la final contra Gremio de Brasil, que terminó ganando con un resultado global 5-0, siendo su primer título como futbolista.
Comenzó la nueva temporada jugando como titular, pero en la victoria 2-0 contra Olimpo de Bahía Blanca correspondiente a la octava fecha del Torneo Apertura 2007, sufrió un esguince en el tobillo derecho, que lo dejó fuera del equipo por 3 partidos. Dadas las buenas actuaciones en su equipo, atrajo el interés de varios clubes europeos, como FC Barcelona, Real Madrid y AC Milan. En aquel campeonato Boca quedó relegado luego de perder con Tigre, club que peleó con Lanús por el torneo. En diciembre disputó la Copa Mundial de Clubes, quedando como finalista, luego de ganarle al Étoile Sportive du Sahel de Túnez por 1-0, y perder con AC Milan por 2-4. Luego del torneo, su club recibió una oferta de la Juventus de Turín por él por 15 millones de euros, aunque se rechazó y terminó en el Valencia C. F. de España a cambio de 26 millones de dólares, siendo la tercera venta más cara del fútbol argentino (detrás de Sergio Agüero y Fernando Gago).

### Valencia C. F.
Su llegada al club español se produjo en enero de 2008, debido a que el Real Madrid no hizo uso de la opción preferencial, válida hasta el 31 de diciembre de 2007, que tenía sobre Banega. Fue convocado por su entrenador, Ronald Koeman, para el encuentro contra el Real Betis de la Copa del Rey, pero no pudo jugar debido a que no tenía el pase internacional. Después de recibirlo, entró en la lista de convocados para enfrentarse al Atlético de Madrid, partido correspondiente a la Liga española. Entró en el segundo tiempo del partido y, a pesar de la derrota 0-1, declaró que su equipo mejoraría y que se sintió cómodo en su debut. En el partido de vuelta contra el Betis de la Copa del Rey, Banega jugó como titular y su equipo consiguió el pase a cuartos de final. Con el Valencia consiguió la Copa del Rey de fútbol 2007-08, a pesar de no jugar la final contra el Getafe CF. En media temporada con el Valencia, Banega llegó a jugar 12 partidos, de los cuales 7 fueron como titular y 5 entrando como suplente.
En agosto de ese año, con el comienzo de la temporada 2008-09, Unai Emery, entrenador del Valencia, lo consideró un buen futbolista pero pensó que lo mejor sería cederlo. Recibió una oferta del Atlético de Madrid para jugar cedido a préstamo en el Atleti, oferta que a él le sedujo.

### Atlético de Madrid
Banega fue presentado como nuevo fichaje del Club Atlético de Madrid, que se hizo cargo de su ficha de 1,3 millones de euros y con una opción de compra de 10 millones de euros. Aguirre lo confirmó en la lista de jugadores que se enfrentaron al PSV. Con el Atlético disputó, por primera vez, la Liga de Campeones, haciendo su debut en la victoria por 3-0 contra los holandeses. El entrenador, Javier Aguirre, lo confirmó como titular en el encuentro contra el Sevilla FC en la  Liga española, siendo su primer partido en esa condición. Banega comenzó jugando 3 de los primeros 6 partidos en la Liga (uno de ellos como titular) y, después de la derrota por goleada contra el FC Barcelona, declaró: Uno siempre quiere jugar. Yo acabo de llegar, el técnico me dijo que voy a poco, así que tratar de estar tranquilo y, cuando me toque jugar, hacerlo bien para no tener que volver a salir. Estoy jugando y estoy teniendo minutos, así que muy contento y poco a poco. En el partido correspondiente a la octava jornada de la liga jugado contra el Villarreal CF, Banega fue expulsado y condicionó el resultado que finalmente terminó 4-4, por lo que pidió disculpas públicas. En la Liga de Campeones, su equipo quedó eliminado en octavos de final contra el Oporto, jugando 3 partidos en aquel torneo. El 18 de abril de 2009, en el encuentro contra el Numancia en el campeonato doméstico, Banega marcó su primer gol oficial en su carrera, siendo el primer gol del partido, que finalizó 3-0 a favor de su equipo. En el campeonato local, su equipo acabó en el cuarto puesto, a 20 puntos del FC Barcelona que se proclamó campeón y terminó jugando 24 partidos (5 como titular y 19 entrando como suplente). En su paso por el Atlético, Banega terminó jugando 35 partidos y marcando 1 gol.

### Valencia C. F.
Finalizado la cesión al Club Atlético de Madrid, Banega manifestó el deseo de quedarse en el Valencia CF. El Atlético no usó la opción de compra, por lo que Banega regresó a las filas del Valencia. Se rumoreó una posible cesión al Everton FC, pero el Valencia negó la existencia de negociaciones para la cesión de Éver a pesar de la obtención del permiso de trabajo por parte del Everton para que el argentino jugara cedido en el club inglés. Unai Emery lo convocó entre los 19 futbolistas que presenciarán el debut oficial contra el Stabæk IF en la UEFA Europa League. Finalmente el entrenador lo usó de titular y su equipo ganó 3-0. También fue titular en el primer partido de la liga contra el Sevilla FC (victoria por 2-0),  donde el entrenador destacó su desempeño. Banega manifestó que, a pesar de llevar dos temporadas en España, esta campaña empieza "desde cero", que cambió su forma de hacer las cosas y que recibió una oferta del VfB Stuttgart, la cual rechazó al sentir que tenía un lugar en la plantilla del Valencia. Fue junto con Juan Mata, los dos jugadores que fueron parte de todos los partidos de la liga hasta ese momento, aunque reconoció que no está teniendo buenos partidos. A pesar de ello, semanas después, fue convocado para el seleccionado argentino comandado por Diego Armando Maradona y declaró: Pasó todo muy rápido. Yo siempre dije que esto acaba de empezar y la verdad es que me están pasando cosas bonitas. Intento disfrutar de estas cosas que me están pasando. Estamos muy bien, terceros en Liga, y ojalá que nos vayamos cada uno a su casa en Navidad felices y en los puestos de arriba, como estamos ahora. El 17 de enero de 2010, en el partido contra el Villarreal marcó el primer gol en el victoria 4-1 de su equipo, siendo este su primer gol en el club. Casi un mes después, en el partido contra el Real Valladolid volvió a marcar un gol que ayudó para que su equipo ganara por 2-0. En el partido de ida de los octavos de final de la UEFA Europa League frente al Werder Bremen, Banega recibió una expulsión por un manotazo sobre Marko Marin, que la UEFA sancionó con 3 jornadas de suspensión, por lo que Éver se perdió el partido de vuelta y los dos encuentros frente al Atlético de Madrid de los cuartos de final. Con su equipo logró el tercer puesto en el campeonato local y la clasificación a la Liga de Campeones de la UEFA 2010-11

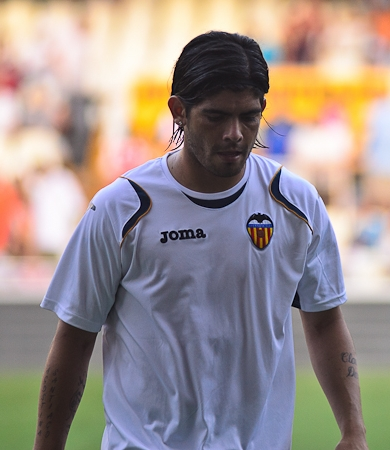
Éver Banega en Valencia CF.

Su primer partido en la temporada 2010-11 fue en Liga, en la victoria por 3-1 frente al Málaga CF. Después de aquel partido fue convocado con la selección argentina, por lo que no volvió a jugar hasta el 11 de septiembre, en la victoria por 1-0 frente al Racing de Santander en la liga. En aquel encuentro chocó con Pape Diop y se produjo un esguince de grado dos en el tobillo izquierdo con rotura del ligamento peroneo-astragalino anterior, por lo que estuvo sin jugar por un mes. Se recuperó de su lesión para el partido que su equipo jugó frente al FC Barcelona. En diciembre de 2010 volvió a recibir un golpe en el tobillo izquierdo que hizo que se perdiera los encuentros frente a la Real Sociedad y al Villarreal CF. Volvió a jugar el 2 de enero de 2011 en el partido que su equipo le ganó por 3-0 al Rangers FC de la Liga de Campeones, logrando el pase a octavos de final. El 22 de enero marcó un gol frente al Málaga CF que sirvió para que su equipo ganara por 4-3. En octavos de final de la Liga de Campeones quedó eliminado por el Schalke 04, tras un 1-1 en Mestalla y un 3-1 en el Veltins-Arena. En el campeonato doméstico volvió a marcar un gol en la goleada de su equipo frente al Villarreal CF por 5-0. Su equipo finalizó la temporada en el tercer puesto de la liga, logrando una plaza en la fase de grupos de la Liga de Campeones de la UEFA 2011-12. Banega fue pretendido por el Inter de Milán, aunque él mismo afirmó que se queda, alejando la oportunidad de jugar en Italia en equipos como Inter o Nápoles. Tras la marcha de Juan Mata al Chelsea, el club de Mestalla esperaba que Banega asumiera las riendas del equipo y por eso le confió el dorsal '10', pero Banega fue mermado por las lesiones, la más grave en la segunda vuelta al sufrir una fractura de tibia y peroné en un accidente de tráfico en una gasolinera que le hace perderse casi la mitad de la temporada.

### Newell's Old Boys
En el enero de 2014 llega a préstamo a Newell's Old Boys de Rosario, el club donde se formó en sus categorías inferiores. Llegó con el objetivo de disfrutar de minutos que el técnico valencianista Juan Antonio Pizzi no podía asegurarle durante la campaña 2013/14, y lograr así ser convocado por Alejandro Sabella para disputar el Mundial 2014 con Argentina, cosa que finalmente no consiguió. Tras la emoción inicial de su llegada no mantuvo la regularidad necesaria en su rendimiento para ser convocado, a pesar de que venía jugando regularmente con la albiceleste. Regresa finalmente a Valencia al no poder Newell's hacer frente a su contratación, y quedándole un año más de contrato con el equipo che.

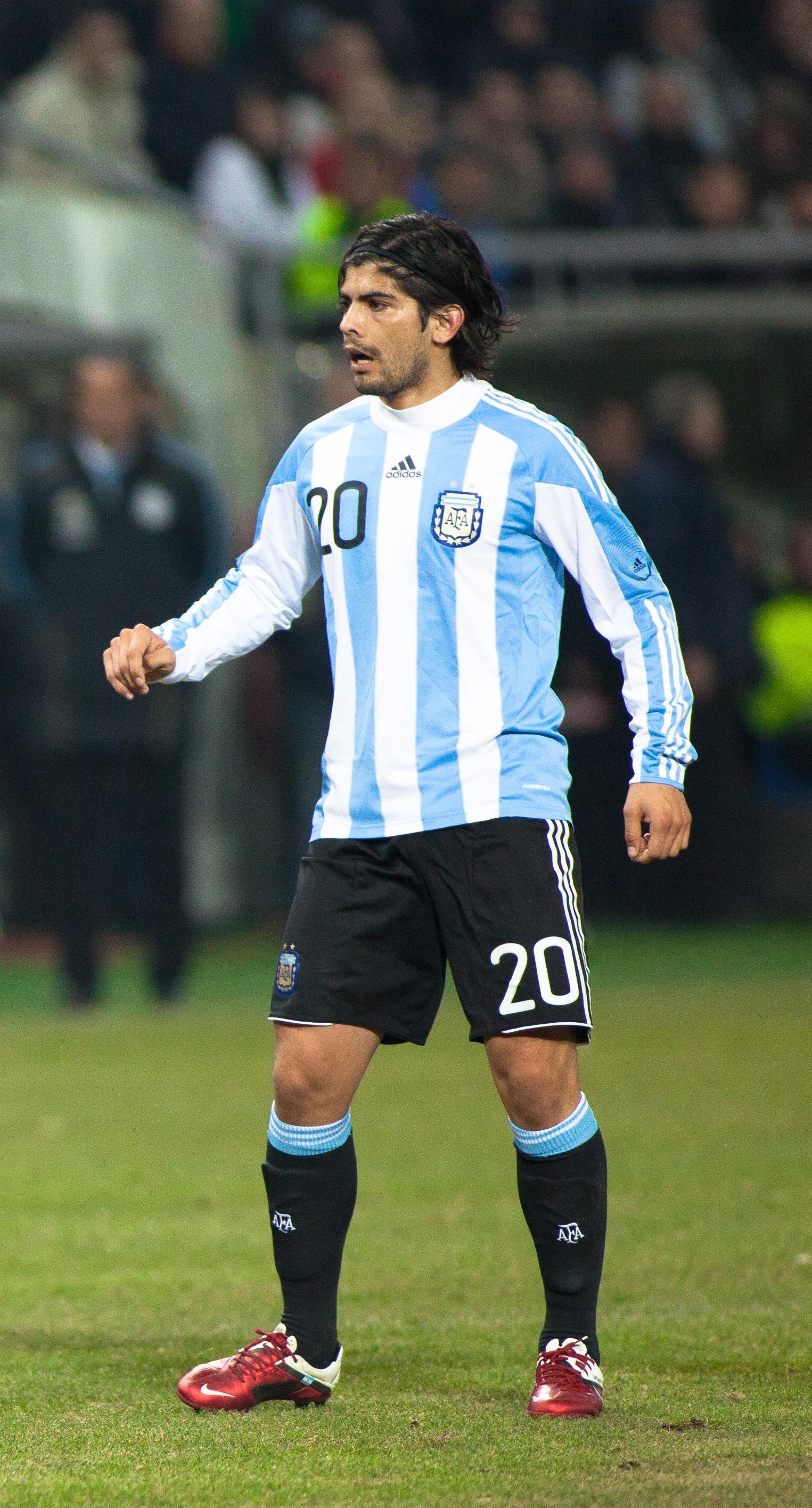
Banega jugando para Argentina en 2011.

### Sevilla F. C.
El día 17 de agosto de 2014, se hace oficial su traspaso al Sevilla Fútbol Club por dos temporadas con opcional a una más y por una cantidad cercana a los 2 millones de euros más pluses. El director deportivo sevillista, Monchi, y el técnico Unai Emery, que ya dirigió al jugador tres temporadas en Valencia, fueron los principales valedores de su contratación puesto que el club sevillista, reciente campeón de la UEFA Europa League, necesitaba un mediocentro creador tras la venta de Ivan Rakitić al FC Barcelona. La contratación de Éver Banega se consideró una gran oportunidad puesto que le quedaba sólo un año de contrato con el Valencia y ni el club ni el nuevo técnico contaban con él, oportunidad que aprovechó el Sevilla para contratarlo a un muy bajo precio y con 26 años de edad. El 27 de mayo de 2015 el Sevilla FC ganaba su cuarta UEFA Europa League ganando en la final 3-2 al Dnipro Dnipropetrovsk, partido en que Banega fue elegido MVP, en la temporada siguiente, el Sevilla consiguió ganar su quinta UEFA Europa League, en la cual, Banega también participó.

### Inter de Milán
En julio del 2016 fue presentado como nuevo jugador del Inter de Milán de Italia, después de acabar su contrato con el club español. Debutó el 21 de agosto en la derrota 2 a 0 en su visita al Chievo Verona. Su primer gol lo marca el 10 de octubre en la derrota 2 por 1 en su visita al clásico frente al AS Roma, vuelve y marca el 21 de diciembre en la goleada 3 a 0 a la Lazio.

Su primer gol del año 2017 lo hace hasta el 5 de marzo en la goleada 5-1 como visitantes en casa del Cagliari Calcio. El 12 de marzo marca su primer hat-trick en toda su carrera profesional en la goleada 7 a 1 al Atalanta Calcio donde sale como una de las figuras del partido.

### Retorno al Sevilla F. C.
Después de un año difícil en el Inter de Milán, en junio de 2017 regresó al Sevilla FC donde había pasado dos grandes temporadas. El equipo andaluz pagó unos nueve millones de euros por el jugador. Su última hazaña en este club fue ganar la UEFA Europa League 2019/20, sexta del Sevilla en un triunfo 3-2 contra el Inter en Colonia.

### Al-Shabab Club
En el mercado invernal de la temporada 2019-20 se anunció su fichaje para la siguiente temporada por el equipo saudí del Al-Shabab Club por tres temporadas.
El 11 de septiembre de 2020 se produjo la despedida institucional que le ofreció el club hispalense en la que se encontró acompañado de su familia, parte de la directiva, Julen Lopetegui y Monchi, y los tres títulos que consiguió en el Sevilla F. C. Visiblemente emocionado declaró su amor incondicional por el que él mismo llama el club de su vida. Acabó su intervención con la frase <<Hasta siempre, mi Sevilla>>.

## Selección nacional
Banega debutó con la selección de fútbol de Argentina en un amistoso contra Guatemala el 6 de febrero de 2008. Marcó su primer gol el 26 de marzo de 2013 frente a la selección de Bolivia en el empate 1 a 1 en La Paz. El 14 de agosto de 2013 marcó el segundo gol argentino en la victoria por 2 a 1 frente a México en Roma. Marcó su tercer gol en noviembre de 2017 de tiro libre, frente a Nigeria en un amistoso y el 23 de marzo de 2018 marcó su cuarto gol frente a Italia para poner el 1-0 en un amistoso que concluyó con la victoria del conjunto albiceleste por 2-0. El 21 de mayo de 2018 fue incluido en la lista final de 23 jugadores que disputarían el mundial de Rusia 2018.
En la Copa Mundial de Fútbol de 2018 fue uno de los jugadores de la selección argentina que quedó eliminada en los octavos de final después de perder por 4 a 3 contra Francia.

### Participaciones con la selección
| Torneo                              | Sede           | Resultado        |
| ----------------------------------- | -------------- | ---------------- |
| Campeonato Sudamericano Sub-20 2007 | Paraguay       | Subcampeón       |
| Copa Mundial Sub-20 2007            | Canadá         | Campeón          |
| Juegos Olímpicos de Pekín 2008      | Pekín          | Campeón          |
| Torneo Esperanzas de Toulon 2009    | Francia        | Tercer lugar     |
| Copa América 2011                   | Argentina      | Cuartos de final |
| Copa América 2015                   | Chile          | Subcampeón       |
| Copa América Centenario             | Estados Unidos | Subcampeón       |
| Copa Mundial 2018                   | Rusia          | Octavos de final |

| \| N.º \| Fecha \| Estadio \| Local \| Resultado \| Visitante \| Goles \| Asist. \| Competición \| \| ----- \| ---------- \| ------------------------------------------------------ \| -------------- \| --------- \| --------- \| ----- \| ------ \| ----------------------- \| \| 1 \| 4-6-2008 \| SeatGeek Stadium, Bridgeview, EE. UU. \| México \| 1-4 \| Argentina \| \| \| Amistoso \| \| 2 \| 7-6-2008 \| MetLife Stadium, East Rutherford, EE. UU. \| Estados Unidos \| 0-0 \| Argentina \| \| \| Amistoso \| \| 3 \| 11-8-2010 \| Estadio Aviva, Dublín, Irlanda \| Irlanda \| 0-3 \| Argentina \| \| \| Amistoso \| \| 4 \| 7-9-2010 \| Monumental, Buenos Aires, Argentina \| Argentina \| 4-0 \| España \| \| \| Amistoso \| \| 5 \| 17-11-2010 \| Khalifa International Stadium, Doha, Catar \| Argentina \| 1-0 \| Brasil \| \| \| Amistoso \| \| 6 \| 9-2-2011 \| Stade de Genève, Ginebra, Suiza \| Portugal \| 1-2 \| Argentina \| \| \| Amistoso \| \| 7 \| 27-3-2011 \| MetLife Stadium, East Rutherford, EE. UU. \| Estados Unidos \| 1-1 \| Argentina \| \| \| Amistoso \| \| 8 \| 29-3-2011 \| Nacional de Costa Rica, San José, Costa Rica \| Costa Rica \| 0-0 \| Argentina \| \| \| Amistoso \| \| 9 \| 20-6-2011 \| Monumental, Buenos Aires, Argentina \| Argentina \| 4-0 \| Albania \| \| \| Amistoso \| \| 10 \| 1-7-2011 \| EC. La Plata, Buenos Aires, Argentina \| Argentina \| 1-1 \| Bolivia \| \| \| Copa América 2011 \| \| 11 \| 6-9-2011 \| Nacional Bangabandhu, Daca, Nigeria \| Nigeria \| 1-3 \| Argentina \| \| \| Amistoso \| \| 12 \| 08-10-2011 \| Monumental, Buenos Aires, Argentina \| Argentina \| 4-1 \| Chile \| \| \| Elim. Brasil 2014 \| \| 13 \| 12-10-2011 \| J.A. Anzoátegui, Puerto La Cruz, Venezuela \| Venezuela \| 1-0 \| Argentina \| \| \| Elim. Brasil 2014 \| \| 14 \| 6-2-2013 \| Ullevi, Västra Götaland, Suecia \| Suecia \| 2-3 \| Argentina \| \| \| Amistoso \| \| 15 \| 22-3-2013 \| Monumental, Buenos Aires, Argentina \| Argentina \| 3-0 \| Venezuela \| \| \| Elim. Brasil 2014 \| \| 16 \| 26-3-2013 \| Hernando Siles, La Paz, Bolivia \| Bolivia \| 1-1 \| Argentina \| \| \| Elim. Brasil 2014 \| \| 17 \| 11-6-2013 \| Estadio Olímpico Atahualpa, La Paz, Bolivia \| Ecuador \| 1-1 \| Argentina \| \| \| Elim. Brasil 2014 \| \| 18 \| 15-6-2013 \| Doroteo Guamuch Flores, Ciudad de Guatemala, Guatemala \| Guatemala \| 0-4 \| Argentina \| \| \| Amistoso \| \| 19 \| 14-8-2013 \| Estadio Olímpico de Roma, Roma, Italia \| Italia \| 1-2 \| Argentina \| \| \| Amistoso \| \| 20 \| 11-9-2013 \| Estadio Defensores del Chaco, Asunción, Paraguay \| Paraguay \| 2-5 \| Argentina \| \| \| Elim. Brasil 2014 \| \| 21 \| 12-10-2013 \| El Monumental, Buenos Aires, Argentino \| Argentina \| 3-1 \| Perú \| \| \| Elim. Brasil 2014 \| \| 22 \| 15-10-2013 \| Centenario, Montevideo, Uruguay \| Uruguay \| 3-2 \| Argentina \| \| 1 \| Elim. Brasil 2014 \| \| 23 \| 16-11-2013 \| MetLife Stadium, East Rutherford, EE. UU. \| Argentina \| 0-0 \| Ecuador \| \| \| Amistoso \| \| 24 \| 14-10-2014 \| Hong Kong Stadium, Hong Kong \| Hong Kong \| 0-7 \| Argentina \| \| 1 \| Amistoso \| \| 25 \| 12-11-2014 \| Boleyn Ground, Londres, Inglaterra \| Argentina \| 2-1 \| Croacia \| \| \| Amistoso \| \| 26 \| 28-3-2015 \| FedExField, Washington D. C., EE. UU. \| El Salvador \| 0-2 \| Argentina \| \| \| Amistoso \| \| 27 \| 1-4-2015 \| MetLife Stadium, East Rutherford, EE. UU. \| Argentina \| 2-1 \| Ecuador \| \| \| Amistoso \| \| 28 \| 7-6-2015 \| Estadio del Bicentenario, Gran San Juan, Argentina \| Argentina \| 5-0 \| Bolivia \| \| \| Amistoso \| \| 29 \| 5-9-2015 \| BBVA Stadium, Houston, EE. UU. \| Argentina \| 7-0 \| Bolivia \| \| \| Amistoso \| \| 30 \| 9-9-2015 \| Dallas Cowboys New Stadium, Arlington, EE. UU. \| México \| 2-2 \| Argentina \| \| \| Amistoso \| \| 31 \| 28-5-2016 \| Estadio del Bicentenario, Gran San Juan, Argentina \| Argentina \| 1-0 \| Honduras \| \| \| Amistoso \| \| 32 \| 9-6-2017 \| Melbourne Cricket Ground, Melbourne, Australia \| Brasil \| 0-1 \| Argentina \| \| \| Amistoso \| \| 33 \| 13-6-2017 \| Stadium Nasional Singapura, Kallang, Singapur \| Singapur \| 0-6 \| Argentina \| \| \| Amistoso \| \| 34 \| 11-11-2017 \| Luzhnikí, Moscú, Rusia \| Rusia \| 0-1 \| Argentina \| \| \| Amistoso \| \| 35 \| 14-11-2017 \| Stadion Krasnodar, Krasnodar, Rusia \| Argentina \| 2-4 \| Nigeria \| \| \| Amistoso \| \| 36 \| 23-3-2018 \| Etihad Stadium, Mánchester, Inglaterra \| Argentina \| 2-0 \| Italia \| \| \| Amistoso \| \| 37 \| 27-3-2018 \| Wanda Metropolitano, Madrid, España \| España \| 6-1 \| Argentina \| \| 1 \| Amistoso \| \| 38 \| 30-5-2018 \| Estadio Alberto J. Armando, Buenos Aires, Argentina \| Argentina \| 4-0 \| Haití \| \| \| Amistoso \| \| 39 \| 16-6-2018 \| Otkrytie Arena, Moscú, Rusia \| Argentina \| 1-1 \| Islandia \| \| \| Mundial de 2018 \| \| 40 \| 26-6-2018 \| Gazprom Arena, San Petersburgo, Rusia \| Nigeria \| 1-2 \| Argentina \| \| 1 \| Mundial de 2018 \| \| 41 \| 30-6-2018 \| Ak Bars Arena, Kazán, Rusia \| Francia \| 4-3 \| Argentina \| \| 1 \| Mundial de 2018 \| \| -- \| 6-06-2016 \| Levi's Stadium, USA \| Argentina \| 2-1 \| Chile \| \| 1 \| Copa América Centenario \| \| Total \| \| Presencias \| 42 \| \| Goles \| 4 \| 1 \| ---- \| |            |                                                        |                |           |           |       |        |                         |
| N.º | Fecha      | Estadio                                                | Local          | Resultado | Visitante | Goles | Asist. | Competición             |
| 1 | 4-6-2008   | SeatGeek Stadium, Bridgeview, EE. UU.                  | México         | 1-4       | Argentina |       |        | Amistoso                |
| 2 | 7-6-2008   | MetLife Stadium, East Rutherford, EE. UU.              | Estados Unidos | 0-0       | Argentina |       |        | Amistoso                |
| 3 | 11-8-2010  | Estadio Aviva, Dublín, Irlanda                         | Irlanda        | 0-3       | Argentina |       |        | Amistoso                |
| 4 | 7-9-2010   | Monumental, Buenos Aires, Argentina                    | Argentina      | 4-0       | España    |       |        | Amistoso                |
| 5 | 17-11-2010 | Khalifa International Stadium, Doha, Catar             | Argentina      | 1-0       | Brasil    |       |        | Amistoso                |
| 6 | 9-2-2011   | Stade de Genève, Ginebra, Suiza                        | Portugal       | 1-2       | Argentina |       |        | Amistoso                |
| 7 | 27-3-2011  | MetLife Stadium, East Rutherford, EE. UU.              | Estados Unidos | 1-1       | Argentina |       |        | Amistoso                |
| 8 | 29-3-2011  | Nacional de Costa Rica, San José, Costa Rica           | Costa Rica     | 0-0       | Argentina |       |        | Amistoso                |
| 9 | 20-6-2011  | Monumental, Buenos Aires, Argentina                    | Argentina      | 4-0       | Albania   |       |        | Amistoso                |
| 10 | 1-7-2011   | EC. La Plata, Buenos Aires, Argentina                  | Argentina      | 1-1       | Bolivia   |       |        | Copa América 2011       |
| 11 | 6-9-2011   | Nacional Bangabandhu, Daca, Nigeria                    | Nigeria        | 1-3       | Argentina |       |        | Amistoso                |
| 12 | 08-10-2011 | Monumental, Buenos Aires, Argentina                    | Argentina      | 4-1       | Chile     |       |        | Elim. Brasil 2014       |
| 13 | 12-10-2011 | J.A. Anzoátegui, Puerto La Cruz, Venezuela             | Venezuela      | 1-0       | Argentina |       |        | Elim. Brasil 2014       |
| 14 | 6-2-2013   | Ullevi, Västra Götaland, Suecia                        | Suecia         | 2-3       | Argentina |       |        | Amistoso                |
| 15 | 22-3-2013  | Monumental, Buenos Aires, Argentina                    | Argentina      | 3-0       | Venezuela |       |        | Elim. Brasil 2014       |
| 16 | 26-3-2013  | Hernando Siles, La Paz, Bolivia                        | Bolivia        | 1-1       | Argentina |       |        | Elim. Brasil 2014       |
| 17 | 11-6-2013  | Estadio Olímpico Atahualpa, La Paz, Bolivia            | Ecuador        | 1-1       | Argentina |       |        | Elim. Brasil 2014       |
| 18 | 15-6-2013  | Doroteo Guamuch Flores, Ciudad de Guatemala, Guatemala | Guatemala      | 0-4       | Argentina |       |        | Amistoso                |
| 19 | 14-8-2013  | Estadio Olímpico de Roma, Roma, Italia                 | Italia         | 1-2       | Argentina |       |        | Amistoso                |
| 20 | 11-9-2013  | Estadio Defensores del Chaco, Asunción, Paraguay       | Paraguay       | 2-5       | Argentina |       |        | Elim. Brasil 2014       |
| 21 | 12-10-2013 | El Monumental, Buenos Aires, Argentino                 | Argentina      | 3-1       | Perú      |       |        | Elim. Brasil 2014       |
| 22 | 15-10-2013 | Centenario, Montevideo, Uruguay                        | Uruguay        | 3-2       | Argentina |       | 1      | Elim. Brasil 2014       |
| 23 | 16-11-2013 | MetLife Stadium, East Rutherford, EE. UU.              | Argentina      | 0-0       | Ecuador   |       |        | Amistoso                |
| 24 | 14-10-2014 | Hong Kong Stadium, Hong Kong                           | Hong Kong      | 0-7       | Argentina |       | 1      | Amistoso                |
| 25 | 12-11-2014 | Boleyn Ground, Londres, Inglaterra                     | Argentina      | 2-1       | Croacia   |       |        | Amistoso                |
| 26 | 28-3-2015  | FedExField, Washington D. C., EE. UU.                  | El Salvador    | 0-2       | Argentina |       |        | Amistoso                |
| 27 | 1-4-2015   | MetLife Stadium, East Rutherford, EE. UU.              | Argentina      | 2-1       | Ecuador   |       |        | Amistoso                |
| 28 | 7-6-2015   | Estadio del Bicentenario, Gran San Juan, Argentina     | Argentina      | 5-0       | Bolivia   |       |        | Amistoso                |
| 29 | 5-9-2015   | BBVA Stadium, Houston, EE. UU.                         | Argentina      | 7-0       | Bolivia   |       |        | Amistoso                |
| 30 | 9-9-2015   | Dallas Cowboys New Stadium, Arlington, EE. UU.         | México         | 2-2       | Argentina |       |        | Amistoso                |
| 31 | 28-5-2016  | Estadio del Bicentenario, Gran San Juan, Argentina     | Argentina      | 1-0       | Honduras  |       |        | Amistoso                |
| 32 | 9-6-2017   | Melbourne Cricket Ground, Melbourne, Australia         | Brasil         | 0-1       | Argentina |       |        | Amistoso                |
| 33 | 13-6-2017  | Stadium Nasional Singapura, Kallang, Singapur          | Singapur       | 0-6       | Argentina |       |        | Amistoso                |
| 34 | 11-11-2017 | Luzhnikí, Moscú, Rusia                                 | Rusia          | 0-1       | Argentina |       |        | Amistoso                |
| 35 | 14-11-2017 | Stadion Krasnodar, Krasnodar, Rusia                    | Argentina      | 2-4       | Nigeria   |       |        | Amistoso                |
| 36 | 23-3-2018  | Etihad Stadium, Mánchester, Inglaterra                 | Argentina      | 2-0       | Italia    |       |        | Amistoso                |
| 37 | 27-3-2018  | Wanda Metropolitano, Madrid, España                    | España         | 6-1       | Argentina |       | 1      | Amistoso                |
| 38 | 30-5-2018  | Estadio Alberto J. Armando, Buenos Aires, Argentina    | Argentina      | 4-0       | Haití     |       |        | Amistoso                |
| 39 | 16-6-2018  | Otkrytie Arena, Moscú, Rusia                           | Argentina      | 1-1       | Islandia  |       |        | Mundial de 2018         |
| 40 | 26-6-2018  | Gazprom Arena, San Petersburgo, Rusia                  | Nigeria        | 1-2       | Argentina |       | 1      | Mundial de 2018         |
| 41 | 30-6-2018  | Ak Bars Arena, Kazán, Rusia                            | Francia        | 4-3       | Argentina |       | 1      | Mundial de 2018         |
| -- | 6-06-2016  | Levi's Stadium, USA                                    | Argentina      | 2-1       | Chile     |       | 1      | Copa América Centenario |
| Total |            | Presencias                                             | 42             |           | Goles     | 4     | 1      | ----                    |

## Estadísticas

### Clubes
Actualizado de acuerdo al último partido jugado el 2 de mayo de 2025.
| Club                              | Div.          | Temporada     | Liga  | Liga  | Liga   | Copas nacionales | Copas nacionales | Copas nacionales | Torneos internacionales | Torneos internacionales | Torneos internacionales | Total | Total | Total  |
| Club                              | Div.          | Temporada     | Part. | Goles | Asist. | Part.            | Goles            | Asist.           | Part.                   | Goles                   | Asist.                  | Part. | Goles | Asist. |
| --------------------------------- | ------------- | ------------- | ----- | ----- | ------ | ---------------- | ---------------- | ---------------- | ----------------------- | ----------------------- | ----------------------- | ----- | ----- | ------ |
| C. A. Boca Juniors Argentina      | 1.ª           | 2006-07       | 14    | 0     | 0      | —                | —                | —                | 14                      | 0                       | 1                       | 28    | 0     | 1      |
| C. A. Boca Juniors Argentina      | 1.ª           | 2007-08       | 14    | 0     | 2      | —                | —                | —                | 2                       | 0                       | 0                       | 16    | 0     | 2      |
| C. A. Boca Juniors Argentina      | Total club    | Total club    | 28    | 0     | 2      | 0                | 0                | 0                | 16                      | 0                       | 1                       | 44    | 0     | 3      |
| Valencia C. F. · España           | 1.ª           | 2007-08       | 12    | 0     | 1      | 5                | 0                | 1                | —                       | —                       | —                       | 17    | 0     | 2      |
| Atlético de Madrid · España       | 1.ª           | 2008-09       | 24    | 1     | 0      | 4                | 0                | 0                | 3                       | 0                       | 0                       | 31    | 1     | 0      |
| Atlético de Madrid · España       | Total club    | Total club    | 24    | 1     | 0      | 4                | 0                | 0                | 3                       | 0                       | 0                       | 31    | 1     | 0      |
| Valencia C. F. · España           | 1.ª           | 2009-10       | 36    | 2     | 8      | 2                | 0                | 1                | 9                       | 0                       | 2                       | 47    | 2     | 11     |
| Valencia C. F. · España           | 1.ª           | 2010-11       | 28    | 2     | 3      | 2                | 1                | 0                | 4                       | 0                       | 0                       | 34    | 3     | 3      |
| Valencia C. F. · España           | 1.ª           | 2011-12       | 13    | 0     | 2      | 8                | 1                | 0                | 4                       | 0                       | 0                       | 25    | 1     | 2      |
| Valencia C. F. · España           | 1.ª           | 2012-13       | 29    | 4     | 5      | 6                | 0                | 2                | 5                       | 0                       | 1                       | 40    | 4     | 8      |
| Valencia C. F. · España           | 1.ª           | 2013-14       | 18    | 1     | 3      | 2                | 0                | 0                | 2                       | 0                       | 1                       | 22    | 1     | 4      |
| Valencia C. F. · España           | Total club    | Total club    | 136   | 9     | 22     | 25               | 2                | 4                | 24                      | 0                       | 4                       | 185   | 11    | 30     |
| C. A. Newell's Old Boys Argentina | 1.ª           | 2013-14       | 14    | 1     | 1      | —                | —                | —                | 6                       | 0                       | 0                       | 20    | 1     | 1      |
| Sevilla F. C. · España            | 1.ª           | 2014-15       | 34    | 3     | 3      | 3                | 0                | 0                | 12                      | 0                       | 1                       | 49    | 3     | 4      |
| Sevilla F. C. · España            | 1.ª           | 2015-16       | 25    | 5     | 2      | 6                | 1                | 2                | 14                      | 3                       | 1                       | 45    | 9     | 5      |
| Inter de Milán · Italia           | 1.ª           | 2016-17       | 28    | 6     | 7      | 1                | 0                | 0                | 4                       | 0                       | 0                       | 33    | 6     | 7      |
| Inter de Milán · Italia           | Total club    | Total club    | 28    | 6     | 7      | 1                | 0                | 0                | 4                       | 0                       | 0                       | 33    | 6     | 7      |
| Sevilla F. C. · España            | 1.ª           | 2017-18       | 31    | 3     | 3      | 8                | 1                | 1                | 11                      | 1                       | 2                       | 50    | 5     | 6      |
| Sevilla F. C. · España            | 1.ª           | 2018-19       | 32    | 3     | 5      | 6                | 0                | 2                | 13                      | 5                       | 4                       | 51    | 8     | 11     |
| Sevilla F. C. · España            | 1.ª           | 2019-20       | 33    | 3     | 7      | 3                | 0                | 0                | 7                       | 0                       | 4                       | 43    | 3     | 11     |
| Sevilla F. C. · España            | Total club    | Total club    | 155   | 17    | 20     | 26               | 2                | 5                | 57                      | 9                       | 12                      | 238   | 28    | 37     |
| Al-Shabab Arabia Saudita          | 1.ª           | 2020-21       | 27    | 7     | 12     | 1                | 0                | 0                | 2                       | 0                       | 0                       | 30    | 7     | 12     |
| Al-Shabab Arabia Saudita          | 1.ª           | 2021-22       | 27    | 6     | 4      | 3                | 1                | 1                | 6                       | 3                       | 1                       | 36    | 10    | 6      |
| Al-Shabab Arabia Saudita          | 1.ª           | 2022-23       | 24    | 3     | 5      | 1                | 0                | 0                | 3                       | 1                       | 0                       | 28    | 4     | 5      |
| Al-Shabab Arabia Saudita          | 1.ª           | 2023-24       | 16    | 2     | 2      | 3                | 0                | 0                | 5                       | 2                       | 0                       | 24    | 4     | 2      |
| Al-Shabab Arabia Saudita          | Total club    | Total club    | 94    | 18    | 23     | 8                | 1                | 1                | 16                      | 6                       | 1                       | 118   | 25    | 25     |
| C. A. Newell's Old Boys Argentina | 1.ª           | 2024          | 19    | 2     | 2      | 13               | 0                | 2                | —                       | —                       | —                       | 32    | 2     | 4      |
| C. A. Newell's Old Boys Argentina | 1.ª           | 2025          | 15    | 1     | 4      | 1                | 0                | 0                | —                       | —                       | —                       | 16    | 1     | 4      |
| C. A. Newell's Old Boys Argentina | Total club    | Total club    | 48    | 4     | 7      | 14               | 0                | 2                | 6                       | 0                       | 0                       | 68    | 4     | 9      |
| Total carrera                     | Total carrera | Total carrera | 513   | 54    | 81     | 78               | 5                | 12               | 126                     | 15                      | 18                      | 717   | 74    | 111    |
| 1. 2. 3.                          |               |               |       |       |        |                  |                  |                  |                         |                         |                         |       |       |        |

### Selecciones nacionales
Actualizado de acuerdo al último partido jugado el 3 de junio de 2018.
| Selección          | Año               | Amistosos | Amistosos | Amistosos | Eliminatorias | Eliminatorias | Eliminatorias | Continental | Continental | Continental | Mundial | Mundial | Mundial | Total | Total | Total  |
| Selección          | Año               | Part.     | Goles     | Asist.    | Part.         | Goles         | Asist.        | Part.       | Goles       | Asist.      | Part.   | Goles   | Asist.  | Part. | Goles | Asist. |
| ------------------ | ----------------- | --------- | --------- | --------- | ------------- | ------------- | ------------- | ----------- | ----------- | ----------- | ------- | ------- | ------- | ----- | ----- | ------ |
| Sub-20 Argentina   | 2007              | —         | —         | —         | —             | —             | —             | —           | —           | —           | 7       | 0       | 2       | 7     | 0     | 2      |
| Sub-20 Argentina   | 2009              | 2         | 2         | 0         | —             | —             | —             | —           | —           | —           | —       | —       | —       | 2     | 2     | 0      |
| Sub-20 Argentina   | Total             | 2         | 2         | 0         | 0             | 0             | 0             | 0           | 0           | 0           | 7       | 0       | 2       | 9     | 2     | 2      |
| Sub-23 Argentina   | 2008              | —         | —         | —         | —             | —             | —             | —           | —           | —           | 3       | 0       | 0       | 3     | 0     | 0      |
| Sub-23 Argentina   | Total             | 0         | 0         | 0         | 0             | 0             | 0             | 0           | 0           | 0           | 3       | 0       | 0       | 3     | 0     | 0      |
| Absoluta Argentina | 2008              | 2         | 0         | 0         | —             | —             | —             | —           | —           | —           | —       | —       | —       | 2     | 0     | 0      |
| Absoluta Argentina | 2010              | 3         | 0         | 0         | —             | —             | —             | —           | —           | —           | —       | —       | —       | 3     | 0     | 0      |
| Absoluta Argentina | 2011              | 5         | 0         | 0         | 2             | 0             | 0             | 2           | 0           | 0           | —       | —       | —       | 9     | 0     | 0      |
| Absoluta Argentina | 2013              | 4         | 1         | 0         | 6             | 1             | 1             | —           | —           | —           | —       | —       | —       | 10    | 2     | 1      |
| Absoluta Argentina | 2014              | 2         | 1         | 1         | —             | —             | —             | —           | —           | —           | —       | —       | —       | 2     | 1     | 1      |
| Absoluta Argentina | 2015              | 5         | 0         | 0         | 2             | 0             | 0             | 5           | 0           | 0           | —       | —       | —       | 12    | 0     | 0      |
| Absoluta Argentina | 2016              | 1         | 0         | 0         | 6             | 0             | 2             | 6           | 1           | 1           | —       | —       | —       | 13    | 1     | 3      |
| Absoluta Argentina | 2017              | 4         | 1         | 0         | 4             | 0             | 0             | —           | —           | —           | —       | —       | —       | 8     | 1     | 0      |
| Absoluta Argentina | 2018              | 3         | 1         | 1         | —             | —             | —             | —           | —           | —           | 3       | 0       | 2       | 6     | 1     | 3      |
| Absoluta Argentina | Total             | 29        | 4         | 2         | 20            | 1             | 3             | 13          | 1           | 1           | 3       | 0       | 2       | 65    | 6     | 8      |
| Total selecciones  | Total selecciones | 31        | 6         | 2         | 20            | 1             | 3             | 13          | 1           | 1           | 13      | 0       | 4       | 77    | 8     | 10     |
| 1. 2. 3.           |                   |           |           |           |               |               |               |             |             |             |         |         |         |       |       |        |

### Resumen estadístico
| Torneo                  | Part. | Goles | Asist. |
| ----------------------- | ----- | ----- | ------ |
| Liga                    | 513   | 54    | 81     |
| Copas nacionales        | 78    | 5     | 12     |
| Torneos internacionales | 126   | 15    | 18     |
| Selección absoluta      | 65    | 6     | 8      |
| Total                   | 782   | 80    | 119    |

### Hat-tricks
Partidos en los que anotó tres o más goles:
| 1 | 12 de marzo de 2017 | Estadio Giuseppe Meazza, Milán | Inter de Milán - Atalanta |  | 7 – 1 | Serie A 2016-17 |

## Palmarés

### Títulos nacionales
| Título       | Club           | País   | Año  |
| ------------ | -------------- | ------ | ---- |
| Copa del Rey | Valencia C. F. | España | 2008 |

### Títulos internacionales
| Título                       | Equipo             | Sede         | Año  |
| ---------------------------- | ------------------ | ------------ | ---- |
| Copa Libertadores de América | C. A. Boca Juniors | Porto Alegre | 2007 |
| Mundial Sub-20               | Argentina Sub-20   | Canadá       | 2007 |
| Juegos Olímpicos             | Argentina Sub-23   | Beijing      | 2008 |
| Liga Europa de la UEFA       | Sevilla F. C.      | Varsovia     | 2015 |
| Liga Europa de la UEFA       | Sevilla F. C.      | Basilea      | 2016 |
| Liga Europa de la UEFA       | Sevilla F. C.      | Colonia      | 2020 |

### Distinciones individuales
| Distinción                                   | Año  |
| -------------------------------------------- | ---- |
| Parte del Equipo Ideal de América            | 2007 |
| MVP de la final de la Liga Europa de la UEFA | 2015 |
| Equipo Ideal de la Liga Europa de la UEFA    | 2015 |

## Vida personal
Está casado con Valeria Juan.
En 2006 fue padre de su primer hijo de una relación anterior.
El 11 de octubre de 2010 nació su segundo hijo siendo una niña y el primero con su esposa Valeria llamada Agostina Banega.
El 8 de junio de 2016 nació su tercer hijo siendo una niña y el segundo con su esposa Valeria llamada Romanella Banega que nació en un hospital de Valencia.